# Центр окружности девяти точек
Центр окружности девяти точек — одна из замечательных точек треугольника. Её часто обозначают как {\displaystyle O_{9}}.
Окружность девяти точек, или окружность Эйлера, проходит через девять важных точек треугольника — середины сторон, основания трёх высот и середины отрезков, соединяющих ортоцентр с вершинами треугольника. Центр этой окружности указан как точка X(5) в энциклопедии центров треугольника Кларка Кимберлинга.

## Свойства
- Центр окружности девяти точек {\displaystyle O_{9}} лежит на прямой Эйлера треугольника посредине между ортоцентром {\displaystyle H} и центром описанной окружности {\displaystyle O}. Центроид {\displaystyle M} также лежит на этой линии на расстоянии 2/3 от ортоцентра к центру описанной окружности[2][3], так, что

{\displaystyle O_{9}O=O_{9}H=3O_{9}M~.}
Таким образом, если пара из этих четырёх центров известна, положение двух других легко найти.
- Андрю Гинанд (Andrew Guinand) в 1984-м году, исследуя задачу, ныне известную как задача определения треугольника Эйлера, показал, что если положение этих центров для неизвестного треугольника задано, то инцентр треугольника лежит внутри ортоцентроидальной окружности[англ.] (окружности, диаметром которой служит отрезок между центроидом и ортоцентром). Только одна точка внутри этой окружности не может быть центром вписанной окружности — это центр девяти точек. Любая другая точка внутри этой окружности определяет единственный треугольник[4][5][6][7].
- Расстояние от центра окружности девяти точек до инцентра {\displaystyle I} удовлетворяет формулам:

{\displaystyle IO_{9}<{\dfrac {1}{2}}IO~,}
{\displaystyle IO_{9}={\dfrac {1}{2}}(R-2r)<{\frac {R}{2}}~,}
{\displaystyle 2R\cdot IO_{9}=OI^{2}~,}
где {\displaystyle R} и {\displaystyle r} — радиусы описанной и вписанной окружностей соответственно.
- Центр окружности девяти точек является центром описанных окружностей серединного треугольника, ортотреугольника и треугольника Эйлера[8][3]. Вообще говоря, эта точка является центром описанной окружности треугольника, имеющего в качестве вершин любые три из девяти перечисленных точек.
- Центр окружности девяти точек совпадает с центроидом четырёх точек — трёх точек треугольника и его ортоцентра[9].
- Из девяти точек на окружности Эйлера три являются серединами отрезков, соединяющих вершины с ортоцентром (вершины треугольника Эйлера-Фейербаха). Эти три точки являются отражениями середин сторон треугольника относительно центра окружности девяти точек.
- Таким образом, центр окружности девяти точек служит центром симметрии, переводящим серединный треугольник в треугольник Эйлера-Фейербаха (и наоборот) [3].
- Согласно теореме Лестера центр окружности девяти точек лежит на одной окружности с тремя другими точками — двумя точками Ферма и центром описанной окружности [10].

Точка Коснита, изогонально сопряженная центру окружности девяти точек

- Точка Косниты треугольника, связанная с теоремой Косниты, изогонально сопряжена центру окружности девяти точек[11]. (см. рис.)
- Прямая {\displaystyle X(485)X(486)}, проходящая через две точки Вектена {\displaystyle X(485)} и {\displaystyle X(486)}, пересекает прямую Эйлера в центре девяти точек треугольника {\displaystyle ABC}.

## Координаты
Трилинейные координаты центра окружности девяти точек равны:
{\displaystyle \cos(B-C):\cos(C-A):\cos(A-B)}
{\displaystyle =\cos A+2\cos B\cos C:\cos B+2\cos C\cos A:\cos C+2\cos A\cos B}
{\displaystyle =\cos A-2\sin B\sin C:\cos B-2\sin C\sin A:\cos C-2\sin A\sin B}
{\displaystyle =bc[a^{2}(b^{2}+c^{2})-(b^{2}-c^{2})^{2}]:ca[b^{2}(c^{2}+a^{2})-(c^{2}-a^{2})^{2}]:ab[c^{2}(a^{2}+b^{2})-(a^{2}-b^{2})^{2}]~.}
Барицентрические координаты центра равны:
{\displaystyle a\cos(B-C):b\cos(C-A):c\cos(A-B)}
{\displaystyle =a^{2}(b^{2}+c^{2})-(b^{2}-c^{2})^{2}:b^{2}(c^{2}+a^{2})-(c^{2}-a^{2})^{2}:c^{2}(a^{2}+b^{2})-(a^{2}-b^{2})^{2}~.}